# Bodhrán

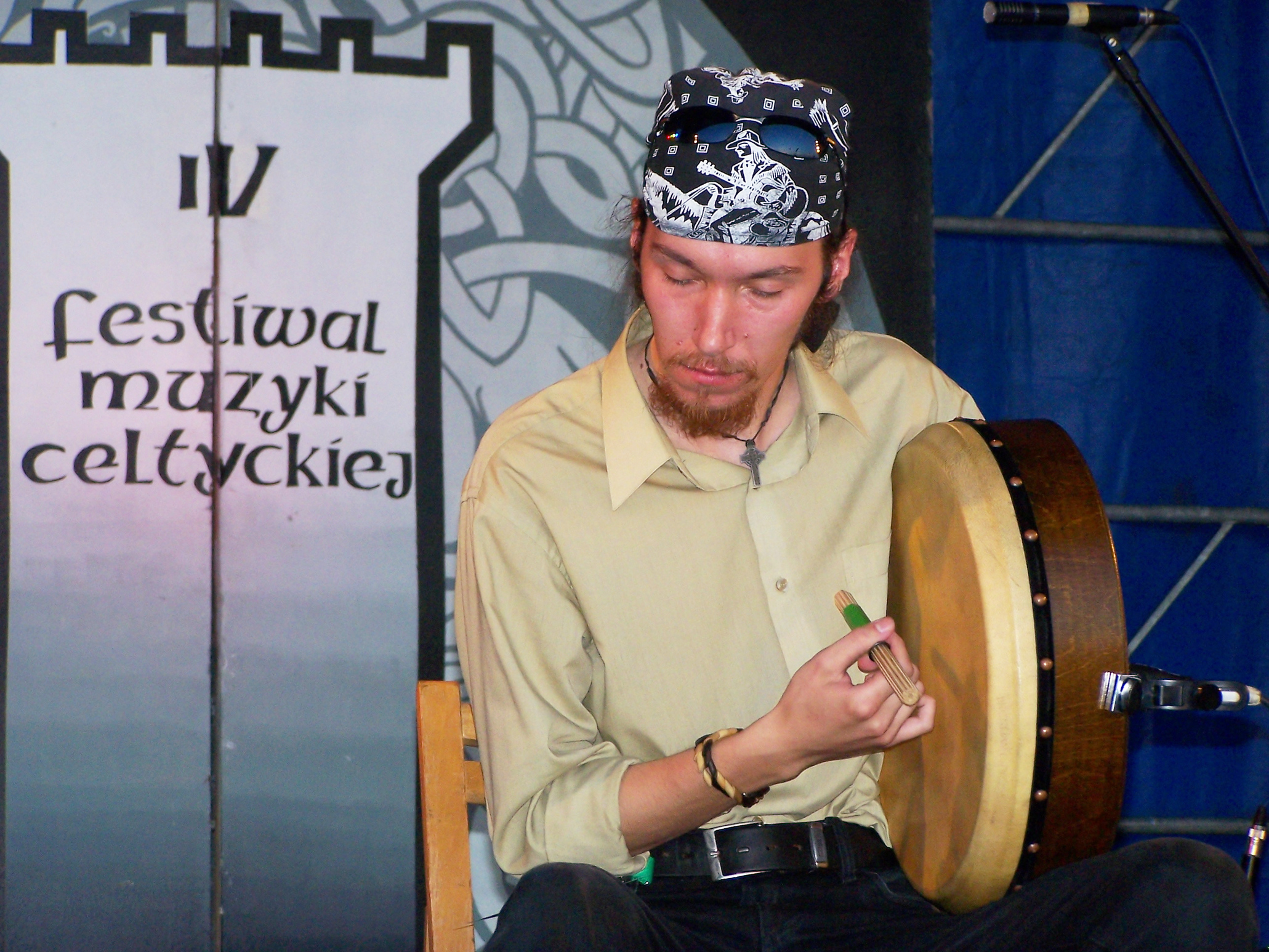
Bodhrán

Bodhrán (uttalas ungefär "bå-rann") är det iriska namnet på ett irländskt slagverkinstrument som består av ett skinn (nästan uteslutande används get- eller fårskinn) spänt över en rund träkonstruktion. För anslag används en trumpinne, så kallad tipper, med ena handen. Det förekommer dock även att man spelar på instrumentet med bara händerna.
Ursprungligen användes instrumentet huvudsakligen i ceremoniella sammanhang, men har från mitten av 1900-talet allt oftare fått inta en ackompanjerande roll i irländsk folkmusik, främst till dansmelodier, jigs och reels.
Instrumentet hålls vanligen vertikalt.
Den vanligaste storleken på en Bodhrán är 18 tum i diameter samt cirka 3-4 tum djup, men det finns både större, 
mindre och djupare. 